# Länsstyrelsen i Kristianstads län
Länsstyrelsen i Kristianstads län var en statlig myndighet med kansli i Kristianstad.
Länsstyrelsen ansvarade för den statliga förvaltningen i länet, och jobbade med regional utveckling. Länsstyrelsen i Kristianstads län upphörde den 31 december 1996 och dess verksamhet överfördes den 1 januari 1997 till Länsstyrelsen i Skåne län.
Länsstyrelsens chef var landshövdingen, som utsågs av Sveriges regering.